# 大岩Larry正志
大岩 Larry 正志（おおいわ ラリー まさし、1975年9月23日 - ）は、デザイナー、声優。デザインオフィスONE MAN SHOW代表。
滋賀県出身。平安中学校・高等学校（現・龍谷大学付属平安中学校・高等学校）、武蔵野美術大学建築学科卒業。

## 人物
10代の頃から野球の知識を数多く覚え、オークランド・アスレチックスの活躍を見てアメリカのスポーツデザインに興味を持ちその後シカゴ・ブルズのファッションアイテムを日本でも目にするようになり渋谷のスポーツ店で海外のユニフォームを見るなどスポーツデザインへの興味を強める。美術大学を卒業後にフリーのデザイナーとなり、「街着にできるユニフォームをデザインしたい」との思いのもと2002年には以前から興味を持っていた野球ユニフォームをテーマとした個展を開いた後、知人の紹介で西武ライオンズで初めてユニフォームデザインに携わった。
「野球とデザイン」をテーマに制作活動を続けている日本で唯一のスポーツ専門デザイナーとも言われており、グラフィック、スポーツウェアーのデザインからCD、ロゴ等のデザインしている。名球会Tシャツや2008年の埼玉西武ライオンズ交流戦用ユニフォーム、2009年には福岡ソフトバンクホークス「鷹の祭典」用ユニフォームデザイン、プロ野球セ・パ誕生60周年記念チャリティーアートエキシビション「ダイヤモンド・ドリームス」の企画に参加しアートディレクションを担当。
一方、Flashアニメの声優としても活動しており、ヨシモト∞ホールやBoAのツアータイトル等音楽系の仕事も多い。イベントのMCや、アニメの仕事では『The World of GOLDEN EGGS』でデビューする。出演したきっかけは企画とキャラクターデザインを担当していた文原聡と元々知り合いであった事からで、経緯の詳細はThe World of GOLDEN EGGS#ボイスキャストを参照。2013年以降『紙兎ロペ』等にも不定期に出演している。TOHOシネマズのLINE-LIVE限定の『紙兎ロペ 映画番組をアニメで生実況ってマジっすか!?』ではアキラの姉友達（本編で名前無し）として出演。野球知識検定4級に合格している。2015年からイナズマロックフェス龍神ステージのMCを行う。
叔父はミュージシャンの高橋幸宏、高橋信之であり、従弟にはファッションブランド「SOE」のデザイナー伊藤壮一郎がいる。

## 作品

### ユニフォーム
- 東京ヤクルトスワローズ - ホーム・ビジター（2016年～）、各種企画デザイン[2]
- 東北楽天ゴールデンイーグルス  - FANSユニフォーム（2020・21年）[2]
- 日本プロ野球名球会
- 埼玉西武ライオンズ - 交流戦ユニフォーム（2008年）[2]
- 高知ファイティングドッグス（2021年）[2]
- 福岡ソフトバンクホークス
- モンテディオ山形
- 北海道日本ハムファイターズ　- HOKKAIDO 20th MEMORIALシリーズ（2022年）

### MC
- イナズマロックフェス 2014（2014年9月13日・14日） - 柴田英嗣とMCとして共演。
- イナズマロックフェス 2017（2017年9月16日・17日） - 浅越ゴエ、アインシュタインとMCとして共演[11]。
- イナズマロックフェス 2018[12], 2019[13], 2022[14], 2023[15]。

### 声優（ボイスアクター）として
- The World of GOLDEN EGGS（2004年 - 、キッズステーション/MTV/独立局） - ローズ 役、ほか多数。当時はLARRY名義で活動。
- バーコードフットボーラー[16]（2012年、ゲームコラボレーションPV） - 「大人な世界」篇、「料理酒」篇、「もやし」篇、「カドが丸いティシュ」篇、「シェービングフォーム」篇に登場。
- スマホPOLICE（2012年 - 2014年、テレビ朝日） - スマホポリス役。デザインも担当。
- 紙兎ロペ（2013年 - 、フジテレビ） - おまわりさん 役、アキラの姉の友人（女の子） 役、ほか
- めざましテレビ（2014年 -)（フジテレビ） - めざましくんの声
- めざましどようび（2014年 -)（フジテレビ） - めざましくんの声

#### LINE LIVE
- 紙兎ロペ 映画番組をアニメで生実況ってマジっすか!?（2017年9月6日から不定期配信[17]） - アキラの姉友として出演。西宮先輩（Def Tech Micro）の代役として。

## 受賞
- 2003年度朝日広告賞大賞[18]